# Brachytheciastrum olympicum
Brachytheciastrum olympicum là một loài Rêu trong họ Brachytheciaceae. Loài này được (Jur.) Vanderpoorten et al. mô tả khoa học đầu tiên năm 2005.